# Josef Šimon (politik)
Josef Šimon (10. března 1921 Medlešice – 18. prosince 2003 Praha) byl český a československý politik Komunistické strany Československa, poslanec České národní rady a Sněmovny národů Federálního shromáždění za normalizace a člen vlád České socialistické republiky i Československa.

## Biografie
Absolvoval obchodní akademii v Chrudimi, od roku 1941 pracoval v ČKD. Po osvobození vystudoval Vysokou školu obchodní v Praze. Od roku 1948 působil na KV KSČ v Praze, kde byl šéfem oddělení průmyslu a obchodu. V letech 1950-52 byl podnikovým ředitelem automobilky Praga-AZKG, 1958-62 podnikovým ředitelem strojírenského koncernu Škoda Plzeň, 1966-69 podnikovým ředitelem automobilky AZNP Mladá Boleslav.
Zastával četné stranické a státní posty. XIV. sjezd KSČ ho zvolil za člena Ústředního výboru Komunistické strany Československa. XV. sjezd KSČ ho ve funkci potvrdil. V letech 1969–1971 byl ministrem průmyslu České socialistické republiky ve vládě Josefa Kempného a Josefa Korčáka, v letech 1971–1974 ministrem hutnictví a těžkého průmyslu ČSSR (též oficiálně ministr hutnictví a strojírenství) v první vládě Lubomíra Štrougala a druhé vládě Lubomíra Štrougala a v letech 1974–1981 místopředsedou československých vlád (druhá vláda Lubomíra Štrougala a třetí vláda Lubomíra Štrougala). Zároveň působil jako vedoucí československé delegace a předseda stálé komise RVHP pro strojírenství.
Po provedení federalizace Československa usedl do Sněmovny národů Federálního shromáždění. Mandát nabyl až dodatečně v prosinci 1969. Do federálního parlamentu ho nominovala Česká národní rada, kde rovněž zasedal. Mandát ve FS získal i ve volbách roku 1971 (volební obvod Středočeský kraj) a volbách roku 1976 (obvod Mladá Boleslav) a ve federálním parlamentu zasedal až do konce funkčního období, tedy do voleb roku 1981.
Pak v letech 1981–1984 působil jako velvyslanec Československa v Rumunsku. V roce 1960 a 1971 mu byl udělen Řád práce, v roce 1981 Řád republiky. Po návratu z Bukurešti byl penzionován.